# Chopin, Szymanowski, Mykietyn
Chopin, Szymanowski, Mykietyn stylizowane na Chopin | Szymanowski | Mykietyn – debiutancki, solowy album muzyki poważnej polskiego pianisty Szymona Nehringa, finalisty XVII Międzynarodowego Konkursu Pianistycznego im. Fryderyka Chopina. Płyta została wydana 16 października 2015 przez Stowarzyszenie im. Ludwiga van Beethovena i firmę Dux (nr kat. DUX 1198). Zawiera fortepianowe nagrania kompozycji trzech polskich kompozytorów z różnych epok - Fryderyka Chopina, Karola Szymanowskiego i współczesnego twórcy Pawła Mykietyna. Muzykolodzy wyróżniają tu znakomite wykonanie trudnej i wymagającej "Fantazji f-moll op. 49" Chopina. Płytę nagrodzono statuetką Fryderyk 2016 w kategorii Album Roku - Recital Solowy.

## Lista utworów

### Fryderyk Chopin - Etiudy op. 25
- 1	Etiuda As-dur op25 nr 1/ Etude in A flat major Op.25 No.1	2:45
- 2	Etiuda f-moll op25 nr 2/ Etude in F minor Op.25 No.2	1:39
- 3	Etiuda F-dur op25 nr 3/ Etude in F major Op.25 No.3	1:59
- 4	Etiuda a-moll op25 nr 4/ Etude in A minor Op.25 No.4	1:33
- 5	Etiuda e-moll op25 nr 5/ Etude in E minor Op.25 No.5	3:38
- 6	Etiuda gis-moll op25 nr 6/ Etude in G sharp minor Op.25 No.6	2:06
- 7	Etiuda cis-moll op25 nr 7/ Etude in C sharp minor Op.25 No.7	6:04
- 8	Etiuda Des-dur op25 nr 8/ Etude in D flat major Op.25 No.8	1:12
- 9	Etiuda Ges-dur op25 nr 9/ Etude in G flat major Op.25 No.9	1:01
- 10	Etiuda h-moll op25 nr 10/ Etude in B minor Op.25 No.10	4:22
- 11	Etiuda a-moll op25 nr 11/ Etude in A minor Op.25 No.11	3:35
- 12	Etiuda c-moll op25 nr 12/ Etude in C minor Op.25 No.12	2:47

### Fryderyk Chopin - Fantazja f-moll op. 49
- 13	Fantazja f-moll op. 49 / Phantasy in F minor Op.49	13:00

### Karol Szymanowski - Wariacje b-moll op. 3
- 14	Tema - Andantino tranquillo e semplice	0:57
- 15	Var. I - Listesso tempo	1:08
- 16	Var. II - Agitato	0:31
- 17	Var. III - Andantino quasi tempo di marcia di mazurka	1:15
- 18	Var. IV - Con moto scherzando	0:21
- 19	Var. V - Lento dolce	1:04
- 20	Var. VI - Scherzando. Vivace molto	0:13
- 21	Var. VII - Allegro agitato ed energico	0:29
- 22	Var. VIII - Meno mosso. Mesto	1:17
- 23	Var. IX - Maggiore. Tempo di Valse. Grazioso	0:59
- 24	Var. X - Andantino dolce	0:40
- 25	Var. XI - Andantino dolce affettuoso	1:29
- 26	Var. XII - Allegro con fuoco	2:07

### Paweł Mykietyn - Cztery Preludia na Fortepian (1992)
- 27	I cw. = ca. 80	2:37
- 28	II cw. = ca. 48	1:56
- 29	III cw. = ca. 114	2:45
- 30	IV Prestissimo possibile	3:17